# Jan Pontén
Jan Axel Birger Pontén, född 11 maj 1926 i Gustav Vasa församling, Stockholm, död 13 november 1999 i Uppsala, var en svensk läkare. 
Han disputerade 1956 vid Karolinska Institutet, där han var professor i tumörpatologi 1969–1971, och var sedan professor i patologi från 1971 vid Akademiska sjukhuset i Uppsala. Han blev 1984 ledamot av Vetenskapsakademien.
Jan Pontén var son till överste Birger Pontén och Ellen Nordlöf samt äldre bror till modeskaparen Gunilla Pontén och skådespelaren Tomas Pontén. Han var även brorson till ingenjören Ruben Pontén och agronomen Sigurd Pontén och kusin till skådespelaren Gunvor Pontén.
Jan Pontén är begravd på Uppsala gamla kyrkogård.